# Augusto António da Rocha
Augusto António da Rocha (Coimbra, 30 de julho de 1849 — Coimbra, 30 de janeiro de 1901) foi um médico, professor da Faculdade de Medicina da Universidade de Coimbra e pioneiro da moderna microbiologia em Portugal. Foi um destacado militante republicano.

## Biografia
Nasceu em Coimbra, filho de Matias Rocha e de Maria da Graça. Matriculou-se nos cursos preparaórios de Matemática (a 3 de outubro de 1867) e de Filosofia (2 de outubro de 1869) da Universidade de Coimbra, ingressando no cursod e Medicina da mesma Universidade em outubro de 1870. Obteve o grau de bacharel em Medicina a 10 de junho de 1874, a licenciatura a 20 de março de 1876 e o grau de doutor a 9 de julho de 1876.
Em 1882 ingressou como docente na Faculdade de Medicina da Universidade de Coimbra como docente substituto da cadeira de Anatomia Humana Descritiva e Comparada (1882-1884), transitando em 1884 para a cadeia de Patologia Geral (1884-1890), passando em 1890 a lente da cadeira de Clínica de Homens (1890-1901), função que manteria até falecer. Ao longo deste percurso profissional, foi secretário da Faculdade de Medicina (1882- 1883), fiscal da mesma faculdade (1885-1891) e director do Gabinete de Análises Clínicas (1897-1901). Foi membro da comissão criada em 1882 para a reforma da Faculdade de Medicina, tendo publicado o respetivo relatório.
Na sua carreira científica, fundou em 1888 o Gabinete de Microbiologia da Universidade de Coimbra, a primeira estrutura de investigação em microbiologia a funcionar em Portugal. Foi também fundador do Gabinete de Análises Clínicas da Universidade de Coimbra. Foi também um dos fundadores do periódico Coimbra Médica, revista publicada pela primeira vez em 1881 e que dirigiu até 1900. Em colaboração com o seu colega Filomeno da Câmara Melo Cabral realizou e publicou um importante estudo sobre o Bacillus typhicus nas águas para consumo humano da cidade de Coimbra, cujo relatório foi apresentado ao governador civil do Distrito de Coimbra em 1887.
Foi sócio efectivo do Instituto de Coimbra, admitido em 13 de junho de 1874. Militante republicanos, fundou com José Falcão, em 1878, o periódico republicano A Justiça. Foi igualmente colaborador do jornal republicano O Partido do Povo. 
Foi sócio correspondente da Academia Real das Ciências de Lisboa. Foi um dos visados, com Lopes Vieira e Costa Alemão, no livro Desafronta de António José de Almeida (1895).

## Obras publicadas
Para além de vários artigos no Jornal dos Estudos Médicos e Coimbra Médica e em vários periodicos, é autor das seguintes monografias:
- Ensaio de fisiologia humana. Das modificações que a respiração introduz no sangue (Coimbra, 1872);
- Estudos sobre o amido animal (Coimbra, 1876);
- Das injecções intravenosas de cloral no tratamento do tétano (Coimbra, 1876);
- Estudos sobre o amydo animal (Imprensa da Universidade, 1876);
- Quesitos e respostas. A medicina legal no "processo Joana Pereira" (Coimbra, 1878);
- Quesitos e respostas. Ultimas palavras. A medicina legal no "processo Joana Pereira” (Coimbra, 1879);
- Celebração do tricentenário de Camões. Origens e carácter da epopeia portuguesa (Coimbra, 1880);
- Projecto da comissão. As reformas da Faculdade de Medicina (Coimbra, 1882);
- Documentos para a história de um futuro gabinete de bacterioscopia na Faculdade de Medicina (Coimbra, 1886);
- Reorganização do curso médico da Universidade de Coimbra (Coimbra, 1886).
- Investigação do Bacillus typhicus nas águas potáveis de Coimbra, Faculdade de Medicina da Universidade de Coimbra. Trabalhos do Gabinete de Microbiologia. I. Coimbra, Imp. da Universidade [relatório datado de 15 de março de 1888, assinado em conjunto com Filomeno da Câmara Melo Cabral].